# 呂世芳
呂 世芳（りょ せいほう、1881年〈光緒7年〉 – 没年不明）は、中華民国の司法官・官僚。字は憶園。北京政府では大理院推事（判事）をつとめた人物で、後に中華民国臨時政府にも参加した。

## 事績
光緒癸卯科（旧暦：光緒29年）挙人。日本に留学し、法政大学専門部法律科を卒業したとされる。
帰国後は北京政府に出仕し、直隷高等検察庁検察官署理、京師高等審判庁推事署理、京師高等審判庁推事を歴任している。1916年（民国5年）4月2日、大理院推事代理となり、1918年（民国7年）7月31日、正式に推事に任命された。翌1919年（民国8年）6月13日に奉天高等審判庁庁長署理となるも、1920年（民国9年）8月26日には大理院推事に復任している。また、安徽省に戻って安慶道尹、安徽省教育庁庁長、安徽省長公署秘書長を歴任し、冀察政務委員会では法制専門委員となった。
王克敏らが中華民国臨時政府を北京で樹立すると、呂世芳もこれに参加した。1938年（民国27年）1月1日、司法委員会委員に任命され、同年3月12日には最高法院推事、7月18日には中央公務員懲戒委員会委員代行を、それぞれ兼任した。また、最高法院では民庭長も兼ねたとされる。
1940年（民国29年）3月30日に臨時政府が南京国民政府（汪兆銘政権）に合流して華北政務委員会となったが、呂世芳はこれに参加しなかったと見られる。以後、その動向や行方は不詳である。